# 彈珠人
《彈珠人》又譯為彈珠超人或彈珠警察，是一種從腹部發射彈珠的二頭身人形玩具，參考《炸彈人》的機器人型狀設計而成，由TAKARA（現名TAKARA TOMY）負責開發於1993年發售，並由JBA（Japan B-daman Association，日本彈珠人協會）負責管理，後來陸續發展出數個系列並且衍生出動畫、漫畫和遊戲。玩具在臺灣由麗嬰國際代理發售，香港則由新華行股份有限公司代理發售。

## 歷史

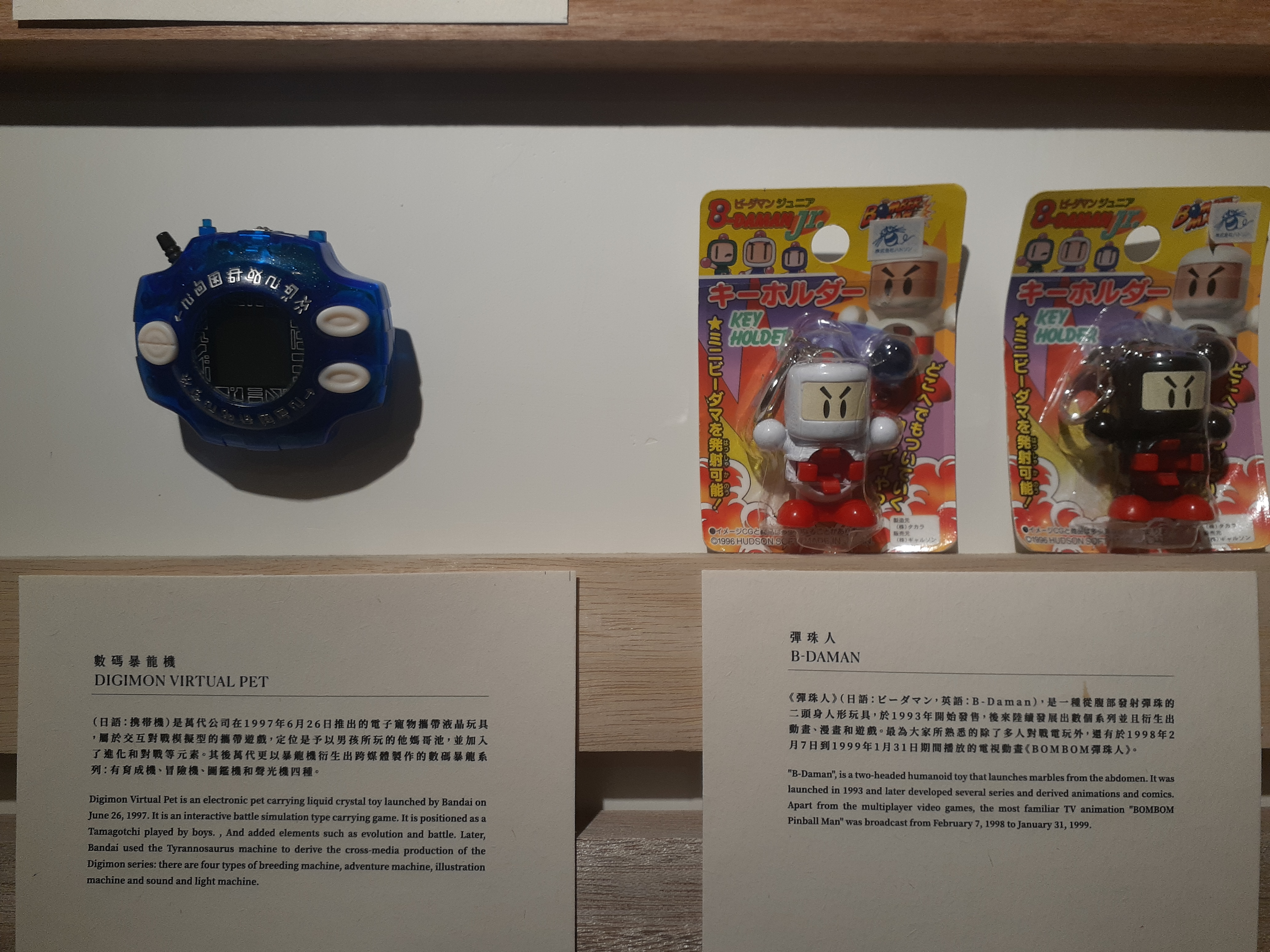
弹珠警察和暴龍機

### 彈珠人
1993年發售，使用炸彈人的人物設定開發的商品，後來加入了Donkey Kong、ミュータントタートルズ、哥吉拉VS宇宙哥吉拉、魔法陣天使等的人物設定商品也登場了。
2002年在筋肉番付節目中的人氣來賓金剛先生也出現在彈珠人的產品了。

### 炸彈人彈珠人爆外傳

#### 爆外傳
1995年發售。彈珠人加上了西洋童話的故事和鎧甲等的裝飾品而成。爆外傳系列之後的戰鬥彈珠人系列繼承了一些重點機構像是這個系列初次登場的炸彈盔甲。充分落用了TAKARA的變形．合體的技術。

#### 爆外傳Ⅱ
前作的續篇。和同時期發售的遊戲炸彈人4的媒體混合發行了。

#### 爆外傳Ⅲ
1997年發售。打破舊有的宇宙劇世界觀。發射ＢＢ彈的是主角，而彈珠人全面被當作交通工具。

#### B彈珠人爆外傳　爆外傳Ⅳ
和至今的系列的完成品不同，只用塑膠模型的商品組成。彈珠組件（單元）作為核心而且手、腳、頭部的零件可以互換。本作品的彈珠人也當交通工具。彈珠人從『01 しろ炸彈人』到『160　衝擊鳳凰』、通用的編號對系列的區分不統一、爆外傳系列動畫化開始的Ⅳ以後，就不再有獨立的編號了。

#### B彈珠人爆外傳 爆外傳Ⅴ
前作的續篇。和重視競賽的超級彈珠人不同，只重視故事內容的商品部分開始發展。

### 超級彈珠人演進史

#### 超級炸彈人系列
1995年發售，附加連射機能的同時，各種零件的組裝以強化各機能的改良。從組裝完成的商品改成了塑膠模型的方式、改造度等都飛躍的提升。發售後隨即開始連載漫畫了。

#### ＯＳ系列
1996年12月發售。藉由裝上叫作ＯＳ金鋼罩的強化外殼，可以有更強大的功能。從這個系列開始，由爆球連發!!超級彈珠人的作者今賀俊創造的非炸彈人造型的原創彈珠人開始成為這系統的主流。

#### ＰＩ系列
1998年3月發售。廢除ＯＳ金鋼罩後巨大化的部分，加入了更複雜的機構組。機構邁向成熟期的代價是炸彈人和彈珠人之間完全不能交換組件。這個系列正好是人氣全盛的時期，連新聞都有記載（朝日新聞1998年4月6日早報第十一版）漫畫成功動畫化的消息。

#### ＰＩＥＸ系列
1999年7月發售。改良ＰＩ系列的缺點，機構強化的副作用：「缺乏互換性」，所以讓各組件可以互相交換。是整個系統熟透的時期。

#### Ｒ系列
2000年7月發售。反省之前過於複雜的構造，以完成品販售，複雜的零件都預先組合好，不使用螺絲等細小零件，連初學者很很容易上手的簡單組合方式的系列。

#### ＲＥｕｎｉｔ系列
2001年5月發售。可以和ＰＩＥＸ系列互換，並且要讓Ｒ系列重生的系列。這時人氣開始下滑，尚有多項零件還在預定發售就結束的系列。本體也只發售了4款。

### 戰鬥彈珠人
此系列的賣點就在特有的DHB戰鬥，也就是實現人與人直接對射的戰鬥模式。雙方玩家先在對戰前裝備上DHB配件，當擊中對方的得分板後，對方的發射口會被阻擋，使對方無法在射擊。開始的DHB配件為打到計分板就立即判定勝負的一次性計分。但炎魂系列推出後，新增三回制計分的DHB配件。DHB在遊玩時強調安全性，不可直接朝人射擊，不可仰角射擊。強調公平性，限制核心與槍管上的修改，不可橫向移動大於45度，不可遮擋計分板。
零式一代的DHB配件:因為零式一代的主體都是共通的，所以DHB配件是分成三部分裝在主體上，零式二代的DHB配件:因為零式二代的核心是獨立的，因此零式二代的DHB配件設計是連同配件與核心發射裝置為一體的，前後有一回制跟三回制不同版本。機關槍系列DHB配件:簡化為只裝備三回制計分板即可。DHB配件會使手往外推，因此增強威力的手部裝置會失去效用，使不同機體都能達到同樣的威力水平。槍管方面，由於槍管太長會擋到計分板，因此槍管也只能裝一階。

#### 零式一代系列
新一代的彈珠人，其最大特色就是個彈珠人間可以自由的更換零件，對於一些想追求創造自由度高的玩家非常適合，大致分為：主體、頭盔、腳部、手部裝甲。主體是兩爪夾彈器的彈珠人，在從主體上追加其他零件。

#### 零式二代系列
零式一代的加強版，可以變更主體的核心發射裝置，使機體性能更具變化性的系列。後期隨著炎魂系列推出，還追加名為超力彈(SS彈)的特殊彈珠，加強機體性能外的可能性。

#### 機關槍系列
強調超力彈(SS彈)的組合射擊，提供一般射擊與雙超力彈射擊間兩種模式的切換，且比零式系統更強調配件的延伸性，因此體積比零式系統來得龐大。

## 相關作品

### 動畫
- 炸彈人 彈珠人爆外傳（B）

在台灣譯作炸彈超人，由台視電視台、中都卡通台（併入東森集團後取消）及東森幼幼台播出；香港譯為《BOM BOM彈珠人》，由無線電視翡翠台播出。
- 炸彈人 彈珠人爆外傳V（ボンバーマン ビーダマン爆外伝V）

在台灣由中都卡通台及東森幼幼台播出。香港譯為《勁爆BOM BOM彈珠人》，由無線電視翡翠台播出。
- 爆球連發!! 超級彈珠人（爆球連発!! スーパービーダマン）

在台灣譯為《爆球連發!!彈珠超人》由台視電視台播出。香港譯為《超級彈珠人》由亞洲電視本港台播出。
- B傳說! 戰鬥彈珠人（B! ）

在台灣由卡通頻道及台視電視台 客家電視台 播出。香港由亞洲電視本港台播出。
- B傳說! 戰鬥彈珠人 炎魂（B!  ）

卡通頻道於2006年5月19日開始在台灣播出。
- 爆球Hit! 轟烈彈珠人（爆球Hit！クラッシュビーダマン）

卡通頻道於2007年3月28日開始每週一至五下午六點在臺灣首播。
- 激戰！彈珠人（クロスファイト ビーダマン，香港譯為《爆戰彈珠人》）

在台灣由東森幼幼台於2012年9月29日開始每週六上午10點首播。香港由無線電視翡翠台於2012年11月3日開始每週六上午10點15分首播。
- 激戰！彈珠人eS（クロスファイト ビーダマンes）

- 激爆世紀 樽甲彈蓋人（キャップ革命 ボトルマン）

### 漫畫
- 爆球連發!!超級彈珠人（爆球連発!!スーパービーダマン，台灣譯為『爆球連發!!彈珠超人』）今賀俊

在台灣由青文出版社出版。
- 炸彈人 彈珠人爆外傳（ボンバーマンビーダマン爆外伝）三鷹公一

在台灣由青文出版社出版。
- B彈珠人爆笑傳（Bビーダマン爆笑伝）玉井たけし

- B傳說 戰鬥彈珠人（B-伝説 バトルビーダマン）犬木栄治

在台灣由青文出版社出版。
- 爆球Hit! 轟烈彈珠人（爆球Hit！クラッシュビーダマン）倉谷友也

### 電子遊戲
- 1996年12月20日 ボンバーマンビーダマン（Hudson Soft、SFC）
- 1997年7月11日 スーパービーダマン ファイティングフェニックス（Hudson Soft、GB）
- 1997年12月19日 爆球連発!!スーパービーダマン（Hudson Soft、SFC）
- 1998年7月24日 スーパービーダマン バトルフェニックス64（Hudson Soft、N64）
- 1999年1月29日 ボンバーマンビーダマン爆外伝 〜ビクトリーへのみち〜（Media Factory、GBC）
- 2000年2月4日 ボンバーマンビーダマン爆外伝V ファイナルメガチューン（Media Factory、GBC）
- 2000年3月24日 爆球連発!!スーパービーダマン 激誕!ライジングヴァルキリー!!（TAKARA TOMY、GBC）
- 2004年8月5日 B-伝説! バトルビーダマン 〜燃えろ!ビー魂!!〜（ATLUS、GBA）
- 2005年8月4日 B-伝説! バトルビーダマン ファイヤースピリッツ 炎魂（ATLUS、GBA）